# Iwan Nikolajewitsch Schröder

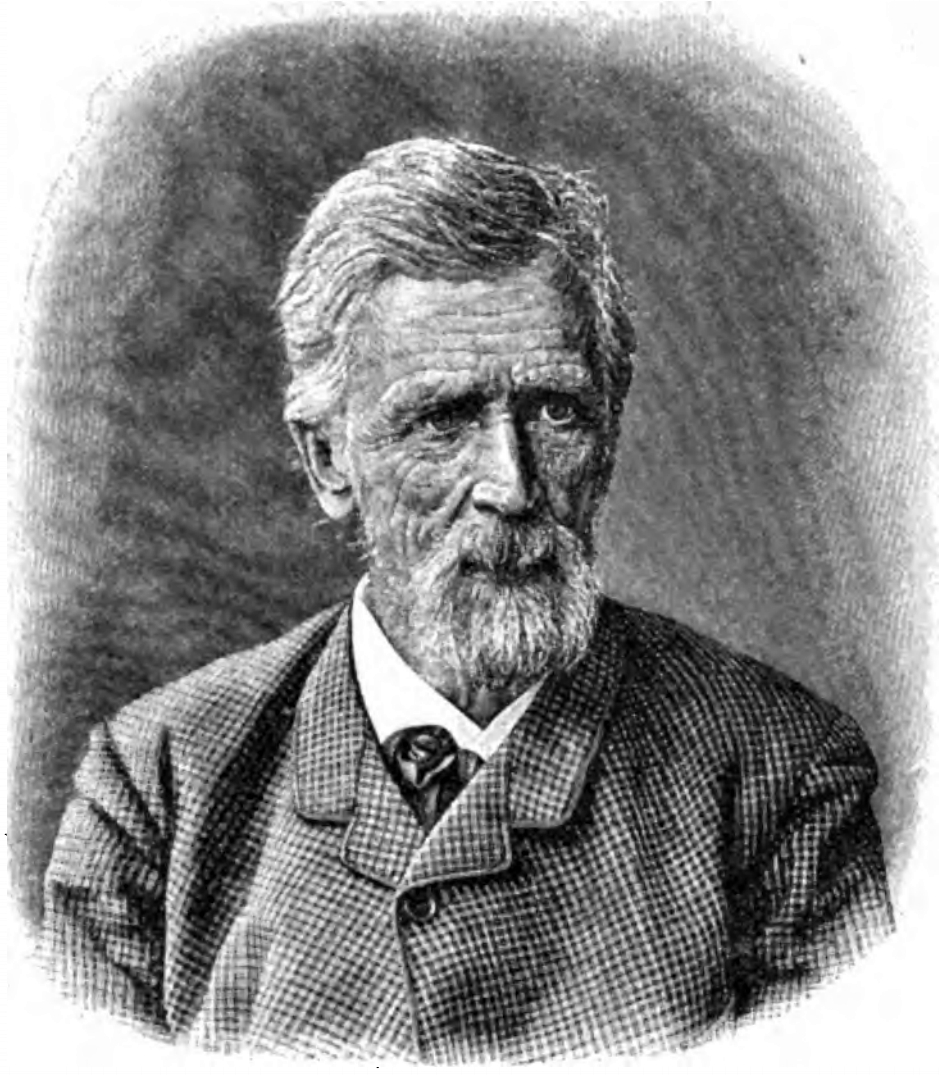
Iwan Nikolajewitsch Schröder

Iwan Nikolajewitsch Schröder (russisch Иван Николаевич Шредер (Шрёдер); * 1835 in St. Petersburg; † 20. Oktoberjul. / 2. November 1908greg. ebenda) war ein russischer Bildhauer.

## Leben
Schröder stammte aus der Königsberger Adelsfamilie Schröder. Sein Vater Nikolai Schröder (1780–1849) war Gouverneur des Gouvernements Witebsk.
Schröder absolvierte das Kaiserliche Pagenkorps, das er als Kornett des Kaiserlichen Leibgarde-Ulanen-Regiments verließ. Im Krimkrieg (1853–1856) kämpfte er in Sewastopol. Nach dem Ende des Krieges nahm er seinen Abschied, um sich auf Anraten Peter Clodts von Jürgensburg der Bildhauerei zu widmen, die er bisher nur laienhaft ausgeübt hatte.
1857 begann Schröder das Studium in St. Petersburg an der Kaiserlichen Akademie der Künste (IACh) bei Nikolai Pimenow. Noch als Student schuf er zehn große Statuen für das von Michail Mikeschin projektierte Nowgoroder Nationaldenkmal Tausend Jahre Russland.
Nach dem Abschluss des Studiums 1863 ging er nach Italien und arbeitete dann vier Jahre lang in Südamerika, um dann nach St. Petersburg zurückzukehren. 1869 wurde er für die Büste A. I. Kirejewskajas von der IACh zum Akademiker ernannt. Er schuf ein Modell für das Denkmal Katharinas II. in Zarskoje Selo und zahlreiche Porträt-Büsten, so für den General Konstantin von Kaufmann für das Taschkenter Militärversammlungshaus und 12 Büsten der Sewastopoler Helden für das Staatliche Historische Museum
in Moskau.
Schröder war mit Lidija Rostislawowna geborene Walrond verheiratet und hatte 1877 den Sohn Nikolai bekommen.
Schröder starb in St. Petersburg am 2. November 1908 und wurde im Alexander-Newski-Kloster begraben.

## Ehrungen, Preise
- Orden der Heiligen Anna III. Klasse für 10 große Statuen für das Nationaldenkmal 1000 Jahre Russland (1862)
- Silbermedaille der Russischen Geographischen Gesellschaft (1892)
- Orden des Heiligen Wladimir III. Klasse für das Nachimow-Denkmal in Sewastopol (1898)[3]

## Werke (Auswahl)

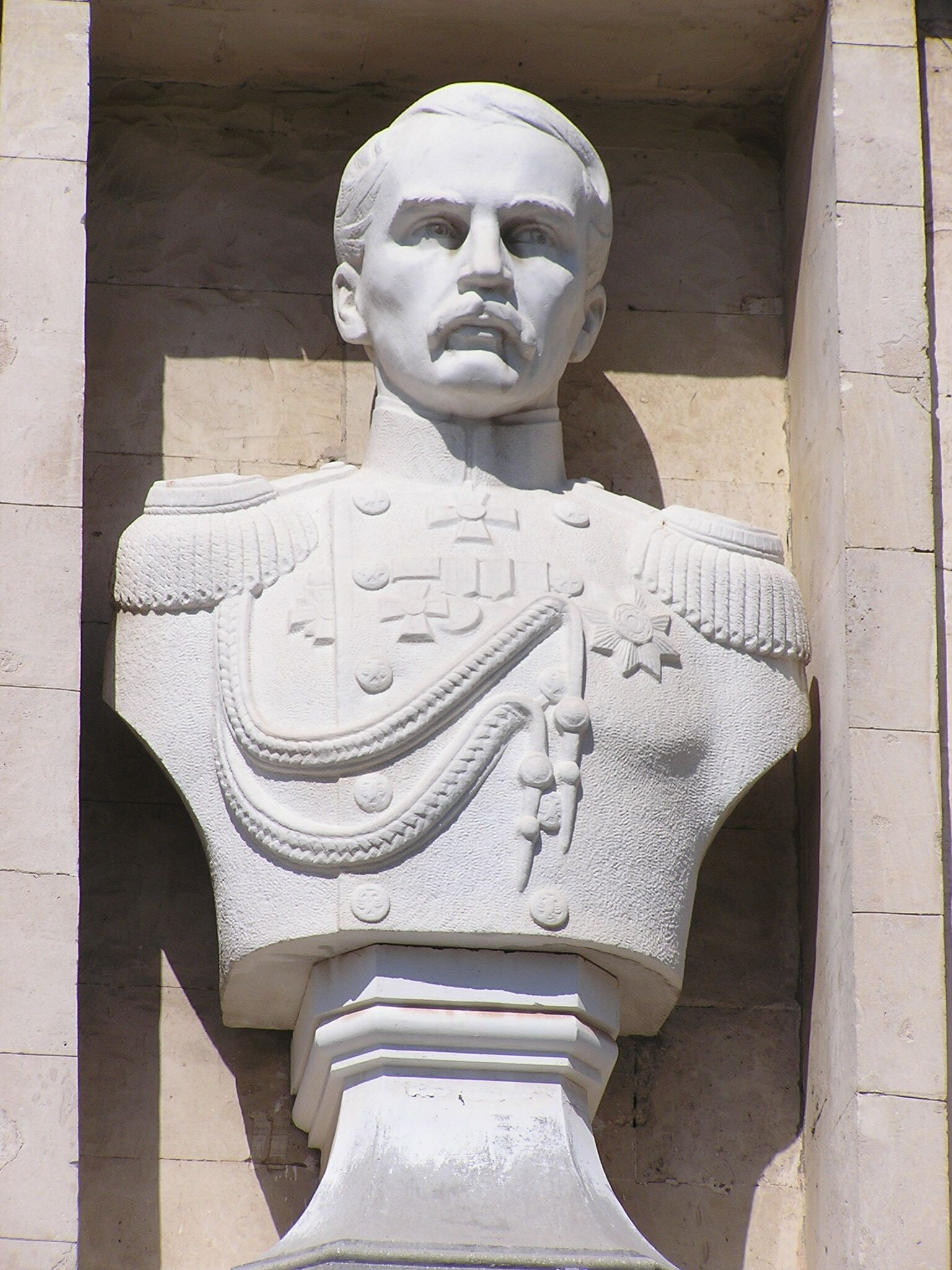
Büste Wladimir Kornilows
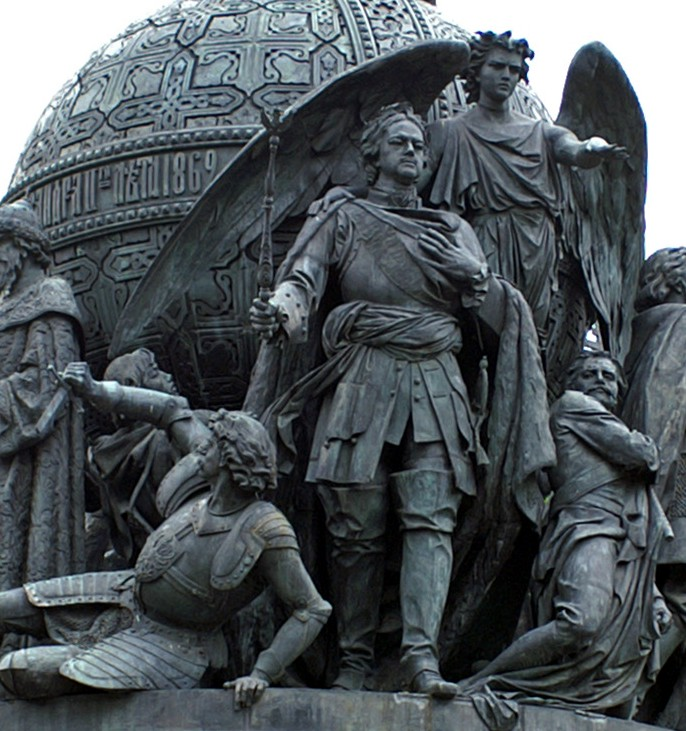
Peter I. als Gründer St. Petersburgs, (1862), Nationaldenkmal 1000 Jahre Russland
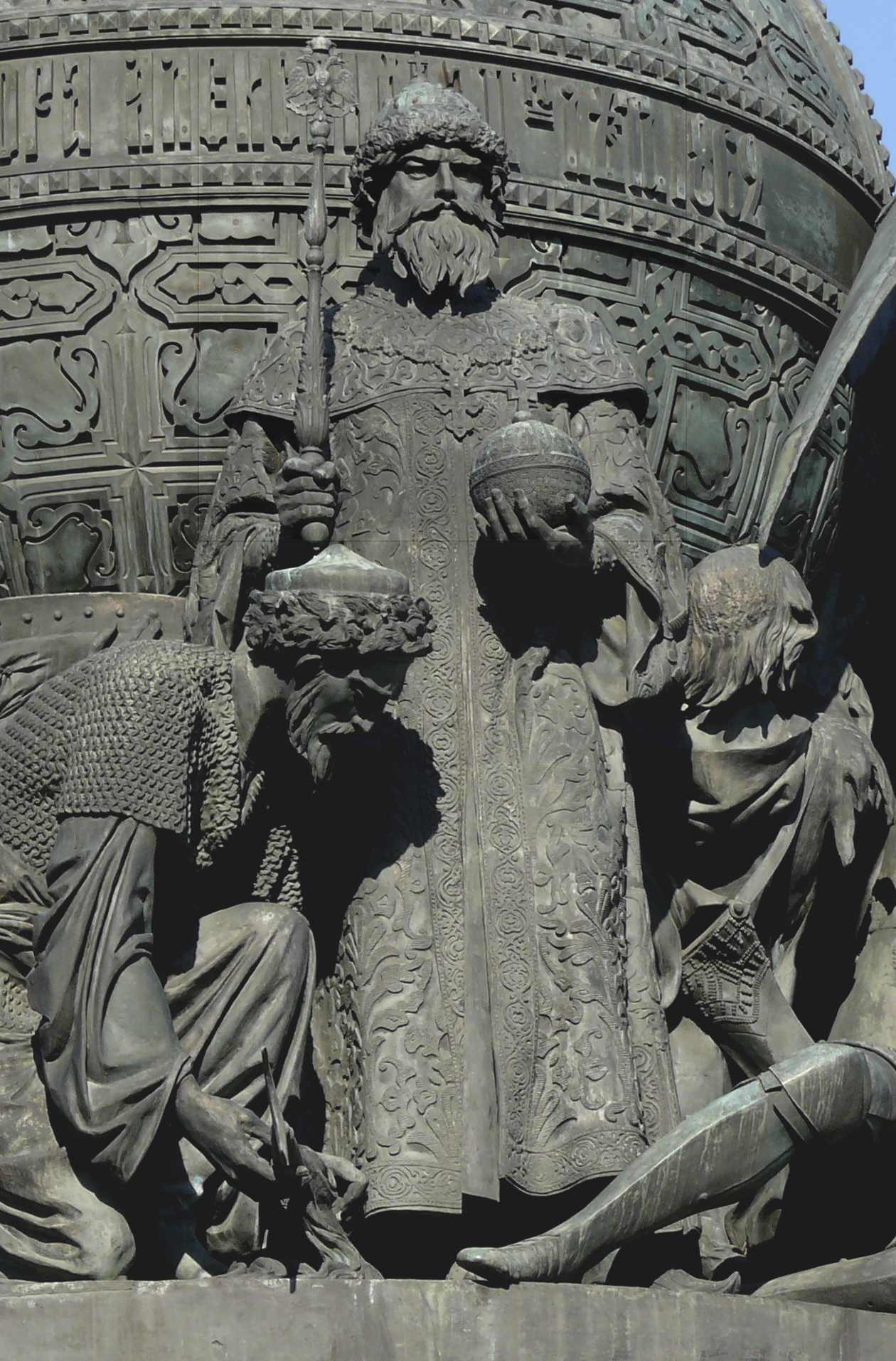
Iwan III. (1862), Nationaldenkmal 1000 Jahre Russland
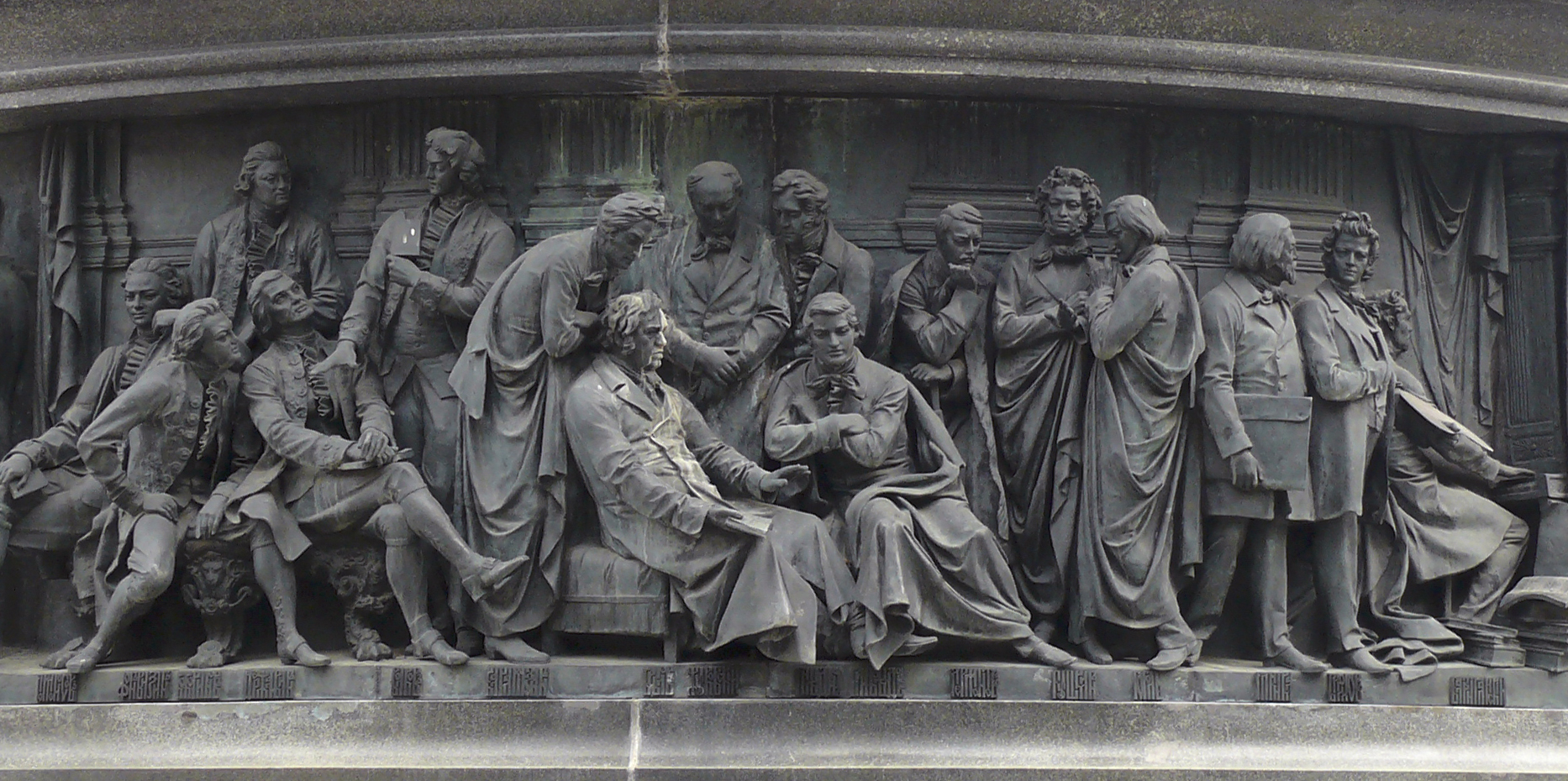
Schriftsteller und Künstler (1862), Nationaldenkmal 1000 Jahre Russland
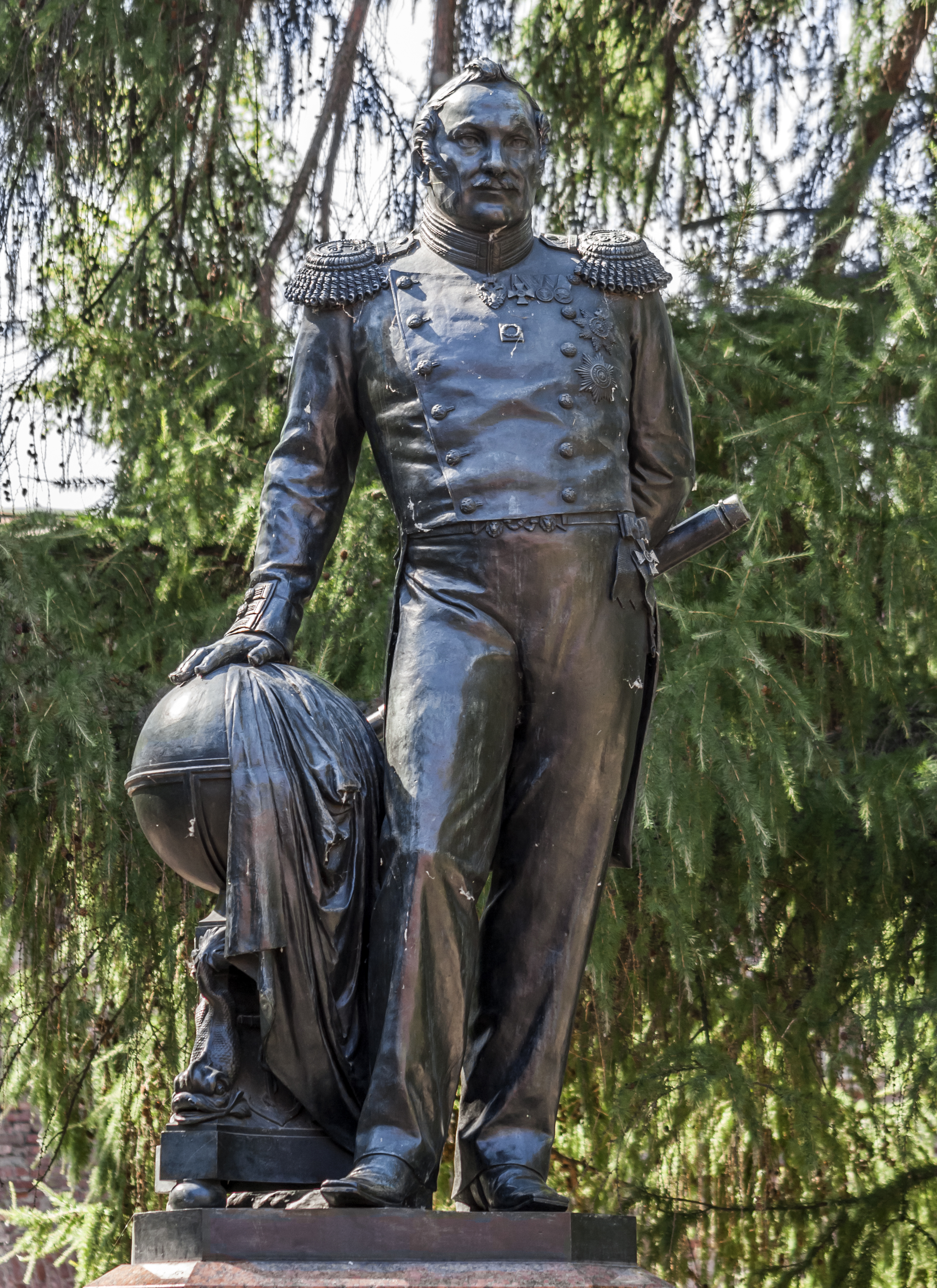
Bellinghausen-Denkmal (1870, Architekt I. Monighetti), Kronstadt
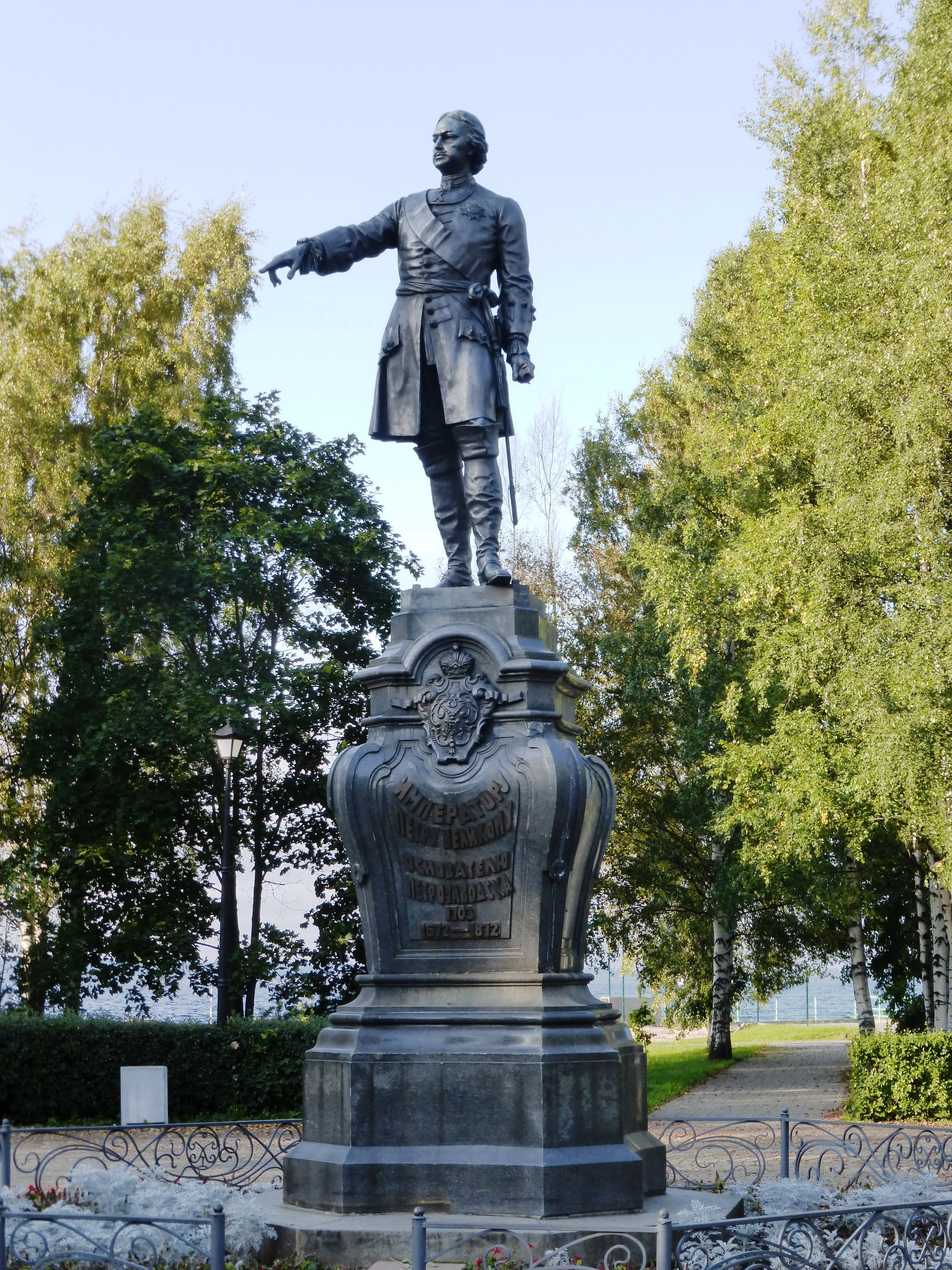
Peter-I.-Denkmal (1873), Petrosawodsk
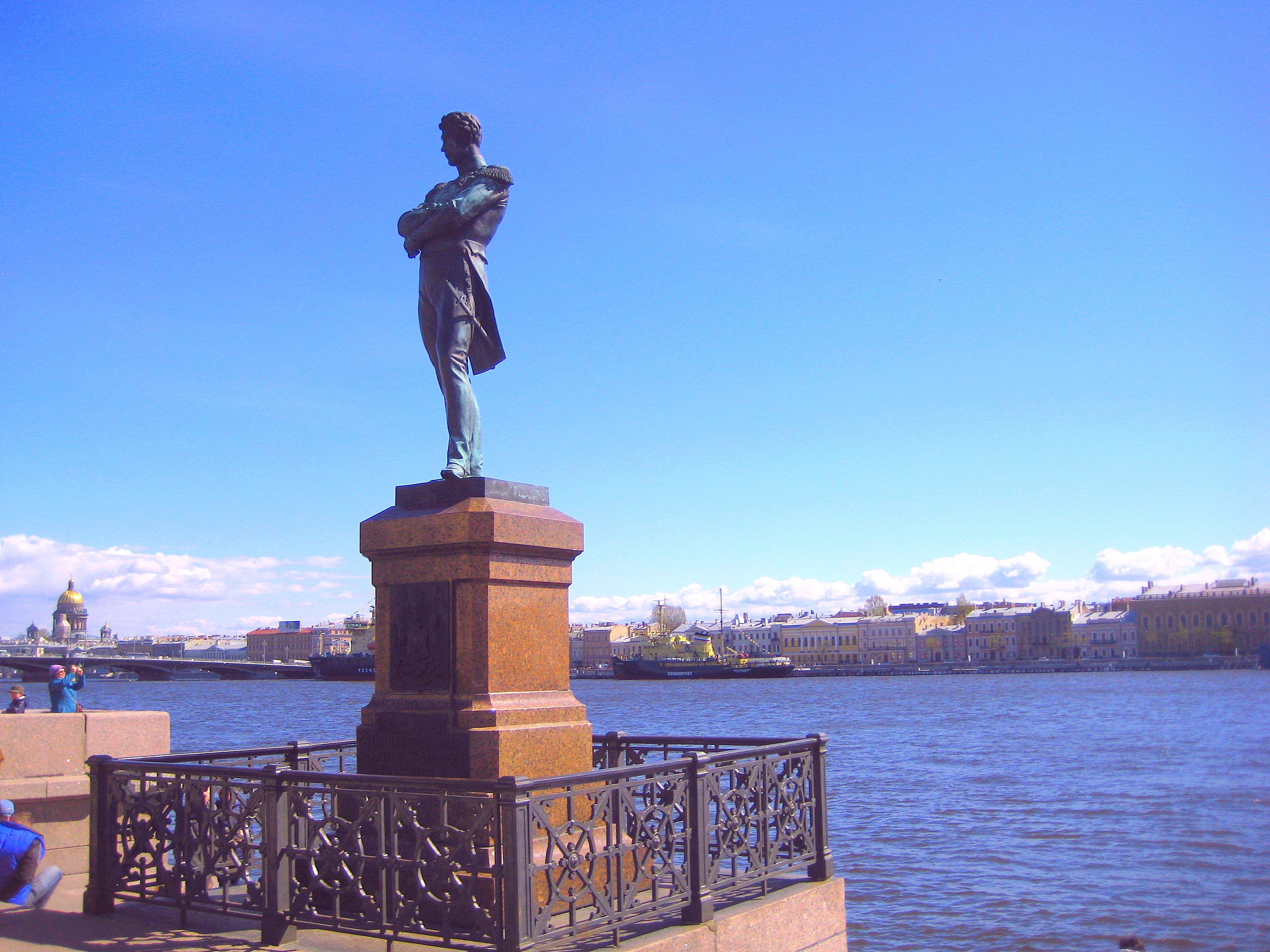
Krusenstern-Denkmal (1873, I. Monighetti), Leutnant-Schmidt-Nabereschnaja, St. Petersburg
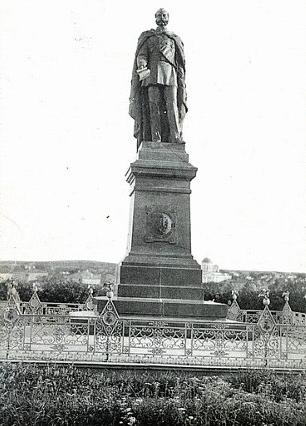
Alexander-II.-Denkmal (1885, nicht erhalten), Petrosawodsk
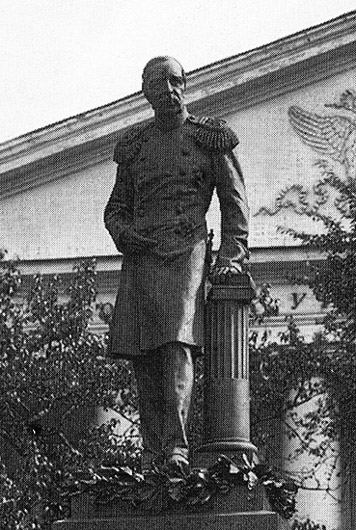
Oldenburg-Denkmal (1889, verschwunden, rekonstruiert), St. Petersburg
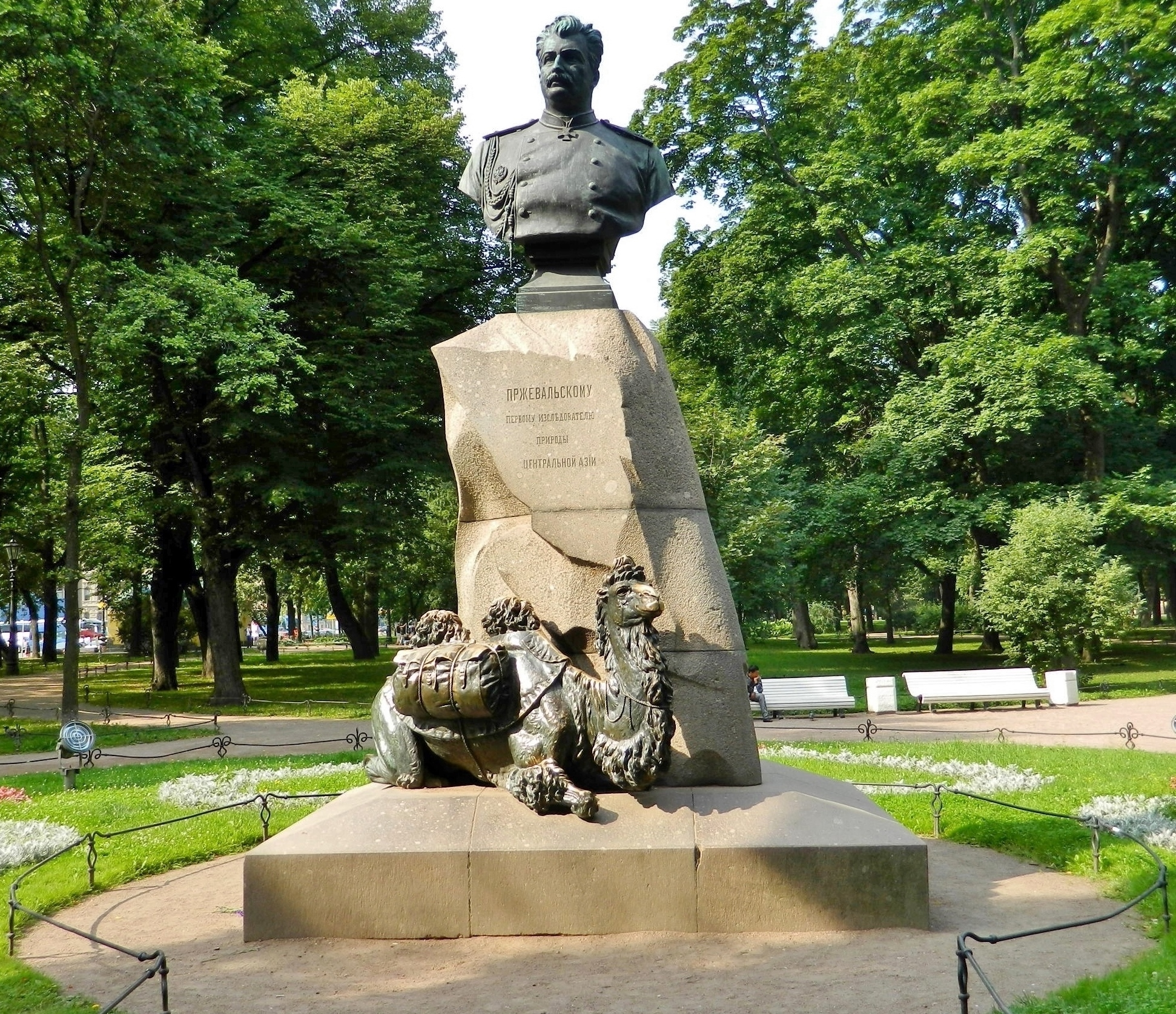
Prschewalski-Denkmal (1892), Alexander-Park an der Admiralität, St. Petersburg
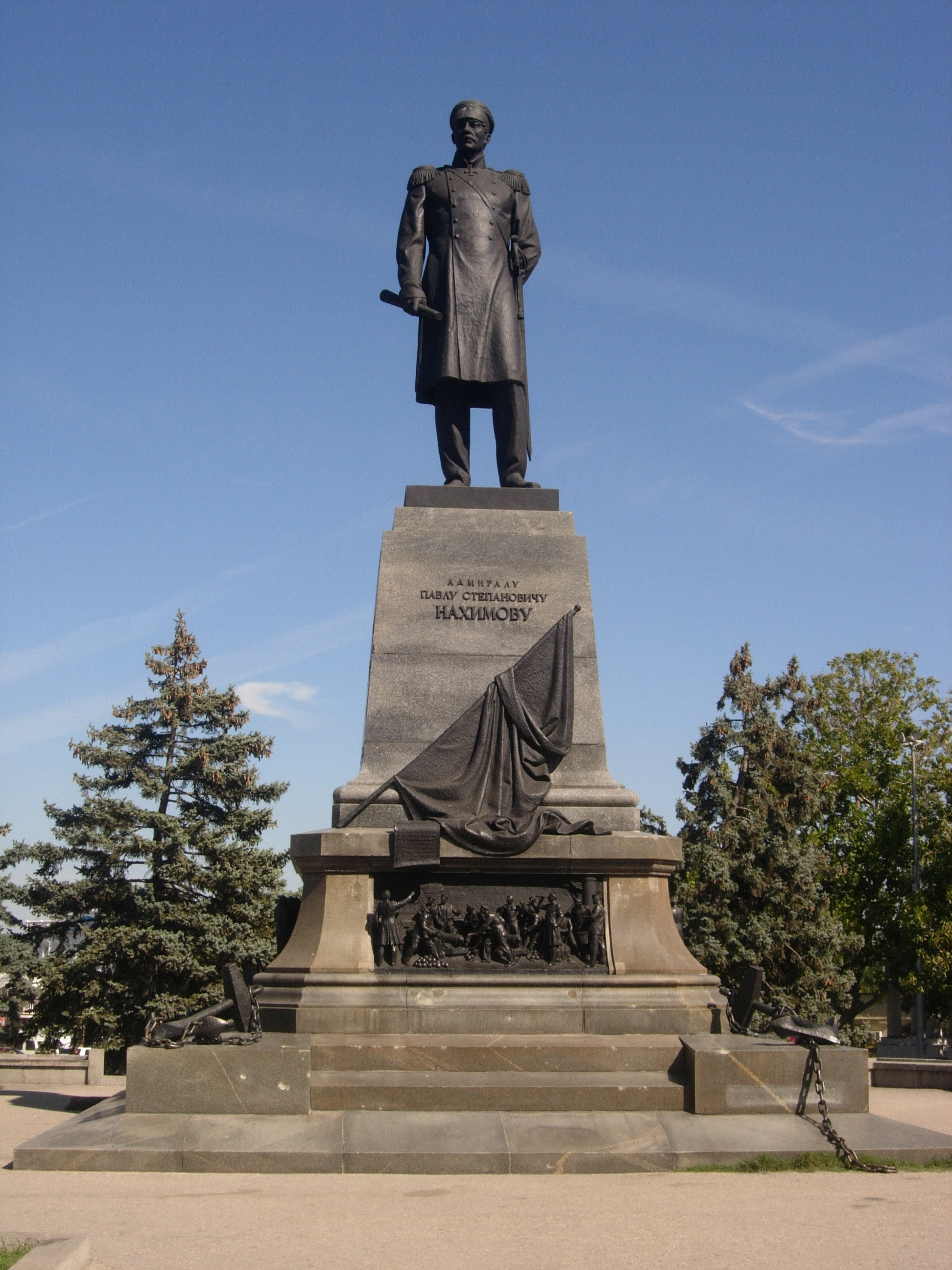
Nachimow-Denkmal (1898, verschwunden, rekonstruiert), Sewastopol
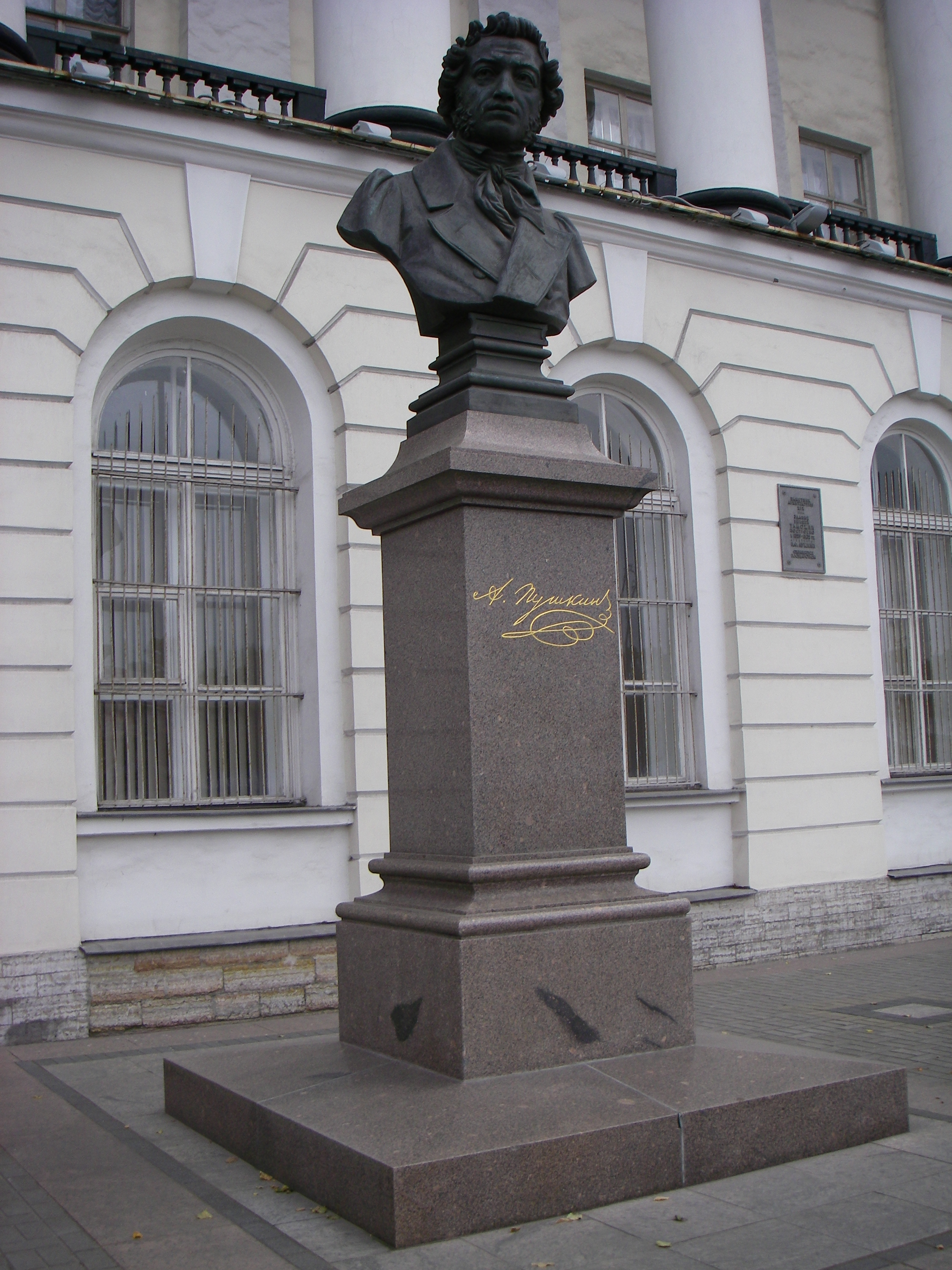
Puschkin-Denkmal (1899), Nabereschnaja Makarowa, St. Petersburg
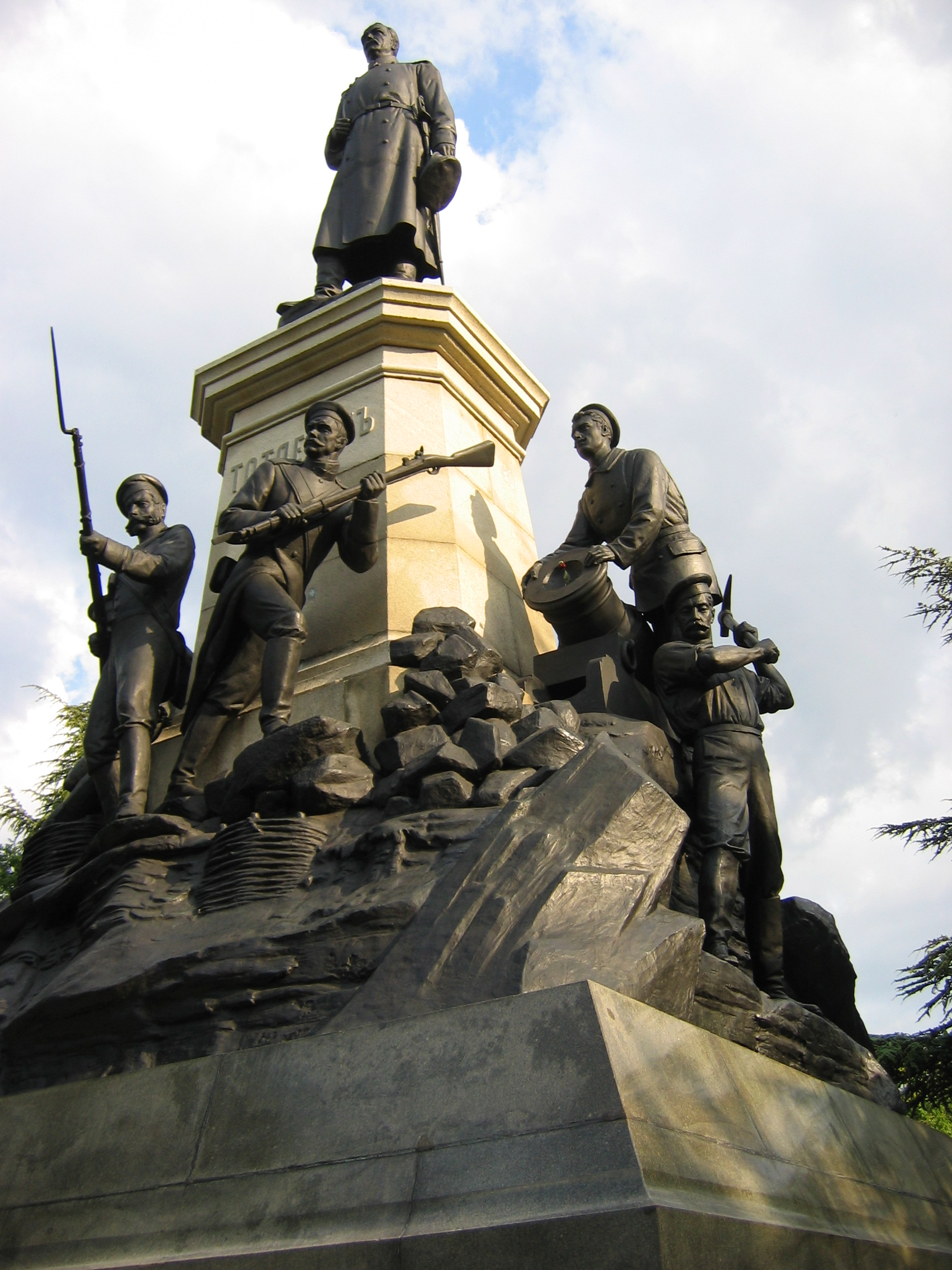
Totleben-Denkmal (1909 mit A. A. von Bilderling, verschwunden, rekonstruiert), Sewastopol